# Polygala kradungensis
Polygala kradungensis är en jungfrulinsväxtart som beskrevs av Hiroshige Koyama. Polygala kradungensis ingår i släktet jungfrulinssläktet, och familjen jungfrulinsväxter. Inga underarter finns listade i Catalogue of Life.